# 杉村升
杉村升（すぎむら のぼる，1948年6月28日—2005年2月24日），日本电视剧和电子游戏编剧，以为《金属英雄》、《超级战队》、《生化危机》和《鬼武者》编写剧本而知名。
杉村师从小川英，1975年开始参与犯罪剧《向太阳怒吼！》的编剧。后来成为《金属英雄》和《飛女刑事》的主要编剧。后又为《西部警察》、《魯邦三世》和《假面骑士Black》编写了剧本。
杉村后来加入了卡普空，在制作《生化危机2》时被介绍给岡本吉起。他与后者一起创办了现已不存在的卡普空原子公司旗舰公司。
2005年2月24日因心衰竭病逝。